# ميلتون إس. قاولد
ميلتون إس. قاولد (بالإنجليزية: Milton S. Gould)‏ هو محامي أمريكي، ولد في 8 أكتوبر 1909، وتوفي في 22 مارس 1999.